# Aberdeen (Dakota du Sud)
Pour les articles homonymes, voir Aberdeen (homonymie).
Aberdeen est une ville américaine, siège du comté de Brown, dans le nord du Dakota du Sud, à environ 200 km au nord-est de Pierre, la capitale de l'État. Avec une population estimée lors du recensement de 2010 à 26 091 habitants, elle est la troisième ville la plus peuplée de l’État.

## Histoire
Le territoire occupé par la ville a d’abord été occupé par des Amérindiens sioux. Suivant la progression du chemin de fer vers l’Ouest américain, de nombreuses villes ont été fondées le long des rails, dont Aberdeen. La ville a été fondée en 1881 et incorporée en 1883. Elle fut nommée en l’honneur de la ville d’Aberdeen, en Écosse, d’où était originaire Alexander Mitchell, le directeur de la compagnie ferroviaire dont elle dépend (Chicago, Milwaukee and Saint Paul Railroad). En 1886, trois compagnies ferroviaires sont implantées à Aberdeen, ce qui favorise son développement.

## Géographie
Aberdeen est située  dans la vallée de la rivière James, à 18 km à l’ouest de la rivière.

## Démographie
| 1890  | 1900  | 1910   | 1920   | 1930   | 1940   |
| ----- | ----- | ------ | ------ | ------ | ------ |
| 3 182 | 4 087 | 10 753 | 14 537 | 16 465 | 17 015 |

| 1950   | 1960   | 1970   | 1980   | 1990   | 2000   |
| ------ | ------ | ------ | ------ | ------ | ------ |
| 21 061 | 23 073 | 26 476 | 25 851 | 24 927 | 24 658 |

| 2010   | - | - | - | - | - |
| ------ | - | - | - | - | - |
| 26 091 | - | - | - | - | - |

## Transports
Aberdeen possède un aéroport régional, et se trouve à l'intersection des routes U.S. Route 281 et U.S. Route 12. La compagnie ferroviaire Burlington Northern and Santa Fe Railway dessert la ville.

## Presse
Le journal local s’appelle The American News.